# Michael Cates
Michael Elmhirst Cates FRS, FRSE (Bristol, 5 de maio de 1961) é um físico britânico
É desde 1 de julho de 2015 professor lucasiano de matemática da Universidade de Cambridge. Foi Professor de Filosofia Natural e Professor Pesquisador da Royal Society na Universidade de Edimburgo. Seu trabalho científico é variado, mas focado sobre a teoria de matéria mole, tal como polímeros, coloides, gel, cristal líquido e matéria granular. Um objetivo frequente é criar um modelo matemático que prediz o estado de tensão em um material fluindo como um funcional da história de fluxo daquele material. Tal modelo matemático é denominado equação constitutiva. Recentemente trabalhou sobre teorias de matéria ativa, particularmente suspensões densas de partículas autopropulsadas que podem incluir bactérias dotadas de mobilidade.

## Obras
Michael Cates tem mais de 300 publicações científicas referenciadas. Seu índice h é 85.
Dentre suas publicações mais citadas estão:
- Theory of the Grafted Polymer Brush, ST Milner, TA Witten and ME Cates, Macromolecules 21, 2610-2619 (1988)
- Statics and dynamics of worm-like surfactant micelles, ME Cates and SJ Candau, Journal of Physics: Condensed Matter 2, 6969-6892 (1990)
- Reptation of living polymers: dynamics of entangled polymers in the presence of reversible chain-scission reactions, ME Cates, Macromolecules 20, 2289-2296 (1987)
- Rheology of soft glassy materials, P Sollich, F Lequeux, P Hebraud and ME Cates, Physical Review Letters 78, 2020-2023 (1997)
- Multiple glassy states in a simple model system, KN Pham et al, Science 296, 104-106 (2002)
- Jamming, force chains, and fragile matter, ME Cates, JP Wittmer, JP Bouchaud and P Claudin, Physical Review Letters 81, 1841-1844 (1998)

Mais de 200 publicações recentes estão listadas na página do PHYESTA (Physics at Edinburgh and St Andrews).